# 艾瑞克·威廉斯
艾瑞克·威廉斯（Eric Williams，1911年9月25日–1981年3月29日）是第一任千里達及托巴哥總理（1962年–1981年）。
艾瑞克·威廉斯出生於千里達及托巴哥首府西班牙港。1956年，威廉斯建立千里達及托巴哥政黨人民民族運動（PNM），1958年與牙買加、巴貝多等英國殖民地組建西印度群島聯邦；僅僅四年後聯邦宣告解散，千里達及托巴哥於1962年正式獨立。威廉斯擔任總理18年，直到1981年去世。